# Leichtathletik-Weltmeisterschaften 2009/Teilnehmer (Gibraltar)
| Gelbes Symbol für Goldmedaillen mit stilisierten Olympischen Ringen | Graues Symbol für Silbermedaillen mit stilisierten Olympischen Ringen | Braundes Symbol für Bronzemedaillen mit stilisierten Olympischen Ringen |
| ------------------------------------------------------------------- | --------------------------------------------------------------------- | ----------------------------------------------------------------------- |
| —                                                                   | —                                                                     | —                                                                       |

Der Leichtathletik-Verband Gibraltars stellte einen Athleten bei den Leichtathletik-Weltmeisterschaften 2009 in Berlin.

## Ergebnisse

### Männer

#### Laufdisziplinen
| Athlet          | Disziplin | Vorlauf | Vorlauf | Viertelfinale | Viertelfinale | Halbfinale | Halbfinale | Finale | Finale |
| Athlet          | Disziplin | Zeit    | Platz   | Zeit          | Platz         | Zeit       | Platz      | Zeit   | Platz  |
| --------------- | --------- | ------- | ------- | ------------- | ------------- | ---------- | ---------- | ------ | ------ |
| Dominic Carroll | 100 m     | DNF     | DNF     | –             | –             | –          | –          | –      | –      |